# Why Don't We
Why Don't We (comumente abreviado como WDW) foi uma banda pop americana montada em 27 de setembro de 2016, a banda contava com cinco integrantes: Daniel Seavey, Jack Avery, Corbyn Besson, Zachary Herron e Jonah Marais. Cada um dos membros já havia gravado como artistas solo. Daniel Seavey foi notável antes da criação da banda quando ficou no top-12 na 14ª temporada do American Idol, que ele realizou com a idade de 15 anos, fazendo dele o mais jovem finalista daquela temporada.

## Carreira

### 2016
A banda foi formada originalmente em 27 de setembro de 2016 e anunciou no dia seguinte via conta do YouTube. Desde então, a banda lançou cinco EPs e cinco singles e eles lançaram seu primeiro álbum em 31 de agosto de 2018, intitulado 8 Letters.
Em 7 de outubro de 2016, o grupo lançou seu single de estréia, "Taking You", uma faixa de seu primeiro EP, Only the Beginning, que foi lançado em 25 de novembro do mesmo ano. Seu segundo EP, Something Different, foi lançado em 21 de abril de 2017. Sua faixa-título foi lançada como single principal no mesmo dia. Eles lançaram seu terceiro EP, Why Don't We Just, em 2 de junho de 2017. Eles terminaram sua turnê "Something Different" pelos Estados Unidos. Outro single, "These Girls" foi lançado em 29 de agosto de 2017.
Eles apareceram em vlogs do YouTuber e amigo, Logan Paul. Logan Paul dirigiu três videoclipes para a banda, um envolvendo a colaboração "Help Me Help You." A banda fez várias aparições nos vlogs diários de Logan Paul. Eles também ajudaram Logan Paul em uma trilha diss direcionada ao irmão de Paul, Jake Paul, intitulada "The Fall of Jake Paul". Em 23 de novembro de 2017, eles lançaram um EP de Natal, A Why Don't We Christmas.

## Membros
- Jack Avery (nome completo: Jack Robert Avery.), de Susquehanna, Pensilvânia, nascido em 1 de julho de 1999.
- Corbyn Besson (nome completo: Corbyn Matthew Besson), de Fairfax, Virgínia, nascido em 25 de novembro de 1998
- Zach Herron (nome completo: Zachary Dean Herron), de Dallas, Texas, nascido em 27 de maio de 2001.
- Jonah Marais (nome completo: Jonah Marais Roth Frantzich), de Stillwater, Minnesota, nascido em 16 de junho de 1998.
- Daniel Seavey (nome completo: Daniel James Seavey), de Portland, Oregon, nascido em 2 de abril de 1999.

## Discografia

### Álbuns
- 8 Letters (2018)
- The Good Times And The Bad Ones (2021)

### Extended plays
- Only the Beginning (2016)
- Something Different (2017)
- Why Don't We Just (2017)
- Invitation (2017)
- A Why Don't We Christmas (2017)
- 8 Letters (2018)
- The Good Times And The Bad Ones (2021)

## Prêmios e indicações
| Ano  | Prêmio                   | Categoria                  | Resultado | Ref. |
| ---- | ------------------------ | -------------------------- | --------- | ---- |
| 2018 | Kids Choice Awards       | YouTuber Musical Favorito  | Indicado  |      |
| 2018 | Teen Choice Awards       | Choice Music Group         | Indicado  |      |
| 2018 | MTV EMA                  | Best Push                  | Indicado  |      |
| 2019 | Teen Choice Awards       | Choice Music Group         | Venceu    |      |
| 2019 | Teen Choice Awards       | Choice Song Group          | Indicado  |      |
| 2019 | Teen Choice Awards       | Choice Summer Group        | Indicado  |      |
| 2020 | iHeartRadio Music Awards | Favorite Tour Photographer | Venceu    |      |